# Vačice trpasličí
Vačice trpasličí (Marmosa murina) je občas také nazývaná vačice potkanová. Je to jedna z nejmenších vačic na světě. Umí velmi dobře lézt po stromech.

## Základní údaje
Délka těla: 11 - 14,5 cm
Hmotnost: 15 - 45 g
Délka ocasu: 3,5 - 21 cm
Rozšíření: Jižní Amerika - amazonské deštné lesy (hlavně kolem vodních toků)
Počet mláďat: 5 - 8

## Vzhled
Vačice trpasličí má velké vyspouplé oči a k poměru k jejímu tělu velmi dlouhý ocas, kterým se přidržuje, když leze po větvích. Má hebkou, krátkou srst, která je na zádech hnědožlutá a na břiše bílá. Na obličeji má srst černou.

## Chování
Vačice trpasličí žije samotářským životem. S jinými jedinci se schází pouze při páření. Samice odstavuje mláďata 60 - 80 dnů po jejich narození. Je to hbitý stromový lezec. Přes den přebývá v opuštěných hnízdech po ptácích, stromových dutinách, nebo v chrastí.

## Potrava
Vačice trpasličí se živí vejci, ptačími mláďaty, ještěrkami, hmyzem, pavouky a také ovocem.